# Pokémon: Advanced Battle
Pokémon: Advanced Battle is het achtste seizoen van de animatieserie Pokémon. Dit seizoen wordt opgevolgd door Pokémon: Battle Frontier, en voorafgegaan door Pokémon: Advanced Challenge. De Amerikaanse productie lag in handen van 4Kids Entertainment.

## Uitzending
Dit seizoen werd oorspronkelijk uitgezonden in doordeweekse uitzending in het jaar 2007 op kinderzender Jetix, gevolgd door enkele herhalingen op dezelfde zender. Is in 2008 ook nog herhaald door Jetix en in 2011 door Disney XD, het 24/7 digitale kanaal.

## Verhaallijn
Ons reiskwartet gaat verder door Hoenn, deelnemende aan gymgevechten, schoonheidswedstrijden en nog altijd met Team Rocket op hun hielen. Als Ash de Hoenn-league verliest, gaan onze helden terug naar de Kanto-regio om deel te nemen aan het Battle Frontier.

## Rolverdeling
| Hoofdrollen                           | Hoofdrollen        | Hoofdrollen        | Hoofdrollen        |
| Personage                             | Nederlandse versie | Amerikaanse versie | Japanse versie     |
| ------------------------------------- | ------------------ | ------------------ | ------------------ |
| Verteller                             | Jeroen Keers       | Mike Pollock       | Unshō Ishizuka     |
|                                       |                    |                    |                    |
| Ash Ketchum                           | Christa Lips       | Veronica Taylor    | Rica Matsumoto     |
| Brock                                 | Fred Meijer        | Eric Stuart        | Yuji Ueda          |
| May                                   | Nicoline van Doorn | Veronica Taylor    | Midori Kawana      |
|                                       |                    |                    |                    |
| Pikachu                               | Ikue Ōtani         | Ikue Ōtani         | Ikue Ōtani         |
| Jessie                                | Hilde de Mildt     | Rachael Lillis     | Megumi Hayashibara |
| James                                 | Paul Disbergen     | Eric Stuart        | Miki Shinichirou   |
| Meowth                                | Bas Keijzer        | Maddie Blaustein   | Inuko Inuyama      |
|                                       |                    |                    |                    |
| Zuster Joy                            | Mandy Huydts       | Megan Hollingshead | Ayako Shiraishi    |
| Agent Jenny                           | Edna Kalb          | Lee Quick          | Chinami Nishimura  |
| Scott                                 | Huub Dikstaal      | Bill Rogers        | Kōichi Sakaguchi   |
| Drew                                  | Huub Dikstaal      | Pete Zarustica     | Mitsuki Saiga      |
| Harley                                | Tony Neef          | Ted Lewis          | Tomokazu Seki      |
| Misty                                 | Marlies Somers     | Rachael Lillis     | Mayumi Iizuka      |
| Delia Ketchum                         | Beatrijs Sluijter  | Veronica Taylor    | Masami Toyoshima   |
| Professor Oak                         | Tony Neef          | Stan Hart          | Unshô Ishizuka     |
| Stadionomroeper                       | Huub Dikstaal      | ???                | ???                |
| Dexter (PokéDex) -> mannelijke dex    | Tony Neef          | Bill Rogers        | Megumi Hayashibara |
| Dextette (PokéDex) -> vrouwelijke dex | Tony Neef          | Rachael Lillis     | Megumi Hayashibara |
| Tracey                                | Rolf Koster        | Ted Lewis          | Tomokazu Seki      |
|                                       |                    |                    |                    |
| overige                               | Stan Limburg e.a.  |                    |                    |

## Muziek

### Leader
De Nederlandstalige leader Onoverwinnelijk is ingezongen door Herman van Doorn en gebaseerd op het Amerikaanse origineel Unbeatable. Het liedje werd gecomponeerd door John Siegler en David Rolfe. Het liedje duurt één minuut in totaal. Een langere versie is deel van de film Lucario en het Mysterie van Mew.

### Cd
De leader Onoverwinnelijk is tot op heden niet uitgebracht op cd. Dit geldt voor zowel de televisie- als filmversie.

## Dvd-uitgave
Het achtste seizoen is tot op heden niet op dvd verschenen.

## Afleveringen
| Seizoen 8 Pokémon: Advanced Battle | Seizoen 8 Pokémon: Advanced Battle            | Seizoen 8 Pokémon: Advanced Battle | Seizoen 8 Pokémon: Advanced Battle       |
| Nr.                                | Afleveringtitel                               | Nr.                                | Afleveringtitel                          |
| ---------------------------------- | --------------------------------------------- | ---------------------------------- | ---------------------------------------- |
| 01                                 | Clamperl der wijsheid                         | 27                                 | De lintjescupkaper                       |
| 02                                 | De Relicanth kan het                          | 28                                 | Hé ho zilverwind!                        |
| 03                                 | De evolutieoorlog                             | 29                                 | Bijstand is bedrieglijk                  |
| 04                                 | Trainingswrakken                              | 30                                 | Drew-nadering                            |
| 05                                 | Groudon winnen                                | 31                                 | Eilandtijd                               |
| 06                                 | De strijd der legendes                        | 32                                 | Zet een Meowth voor je raam vannacht     |
| 07                                 | Voor mij is 't nog steeds Rocket-roll         | 33                                 | Gered door de Beldum                     |
| 08                                 | Sterk als een Solrock                         | 34                                 | Van woorden naar daden                   |
| 09                                 | Wat overmoed doet                             | 35                                 | Schokken en banden                       |
| 10                                 | Waar is Armaldo?                              | 36                                 | In zware tweestrijd                      |
| 11                                 | Een Cacturne ten kwade                        | 37                                 | Kiezen of verliezen                      |
| 12                                 | Claydol, groot en sterk                       | 38                                 | Aan het eind van de strijd               |
| 13                                 | Er was eens een Mawile                        | 39                                 | Een team vol plannen                     |
| 14                                 | Wie een kuil graaft...                        | 40                                 | Parttime bij Mr. Mime                    |
| 15                                 | Absol-ute ellende                             | 41                                 | Een Cleffa boel                          |
| 16                                 | Let it snow, Let it snow... laat het Snorunt! | 42                                 | Numero Uno Articuno                      |
| 17                                 | Hoor ik een Ralts?                            | 43                                 | Het symbolenleven                        |
| 18                                 | Op naar de achtste badge                      | 44                                 | Helemaal weg van Onix                    |
| 19                                 | Acht is niet genoeg                           | 45                                 | De ongrijpbare Jigglypuff                |
| 20                                 | Een losgeslagen Linoone                       | 46                                 | Arcanine in de wolken                    |
| 21                                 | Wie, wat, waar, wanneer... Wynaut?            | 47                                 | Een Psyduck leventje                     |
| 22                                 | Donphan-man zoekt Donphan-vrouw               | 48                                 | Voor het keukenblok                      |
| 23                                 | Groen van jaloezie                            | 49                                 | Het dilemma van Caterpie                 |
| 24                                 | Pacifidlog-gekte                              | 50                                 | De Saffron-strijd                        |
| 25                                 | Bes, bessen, best                             | 51                                 | Geen obstakel te hoog voor Squirtle      |
| 26                                 | Minder is Morrison                            | 52                                 | Toedel noodle!                           |
| S1                                 | Meesterbrein der Illusie-Pokémon              | S2                                 | Mystery Dungeon: de geheimzinnige kerker |
| F8                                 | Lucario en het mysterie van Mew               |                                    |                                          |

- s = speciale aflevering, f = film

## Kijkcijferrecords herhalingen zomer 2013
Per dinsdag 21 mei 2013 begon Disney XD dinsdag t/m vrijdag om 20.15 uur met herhalingen van het achtste seizoen Pokémon Advanced Battle. Hierbij werden enkele records behaald voor de digitale zender:
| Seizoen 8 Pokémon: Advanced Battle | Seizoen 8 Pokémon: Advanced Battle | Seizoen 8 Pokémon: Advanced Battle | Seizoen 8 Pokémon: Advanced Battle |
| Nr.                                | Datum                              | Afleveringtitel                    | Kijkcijfers                        |
| ---------------------------------- | ---------------------------------- | ---------------------------------- | ---------------------------------- |
| 02                                 | 22 mei (woensdag)                  | De Relicanth kan het               | 32.000 / 1,4                       |
| 06                                 | 29 mei (woensdag)                  | Strijd der legendes                | 51.000 / 0,8                       |
| 19                                 | 20 juni (donderdag)                | Acht is niet genoeg                | 70.000 / 1,4                       |

## Trivia
- Tijdens dit seizoen heeft het Battle Frontier de vertaling Strijd der Grenzen meegekregen. Vanaf het negende seizoen Pokémon: Battle Frontier wordt de vertaling niet meer gehanteerd, maar de oorspronkelijke Amerikaanse benaming. Reden hiervoor is waarschijnlijk de gelijknamige subtitel verwerkt in het titellogo.
- Pokémon: Advanced Battle is het eerste seizoen sinds het vierde seizoen met een Nederlandstalige leader, net zoals toen ingezongen door Herman van Doorn, die vanaf dit jaar als vaste zanger bij de productie betrokken blijft.
- De eerste drie afleveringen van het achtste seizoen maakten hun Nederlandse debuut om 18.00 uur 's avonds op 1 april 2007, via de live-stream op de site van Jetix.
- Dit is het eerste seizoen in nasynchronisatie voor de Fred Butter Soundstudio. Neemt het stokje over van JPS Producties.